# خنارو سرمنیو
خنارو سرمنیو (اسپانیایی: Genaro Sermeño‎; ۲۸ نوامبر ۱۹۴۸ – ۲۳ دسامبر ۲۰۲۲) بازیکن و مربی فوتبال اهل السالوادور بود.
از باشگاه‌هایی که در آن بازی کرده‌است می‌توان به باشگاه فوتبال فاس اشاره کرد.
وی همچنین در تیم ملی فوتبال السالوادور بازی کرده‌است.